# Zacharie Astruc

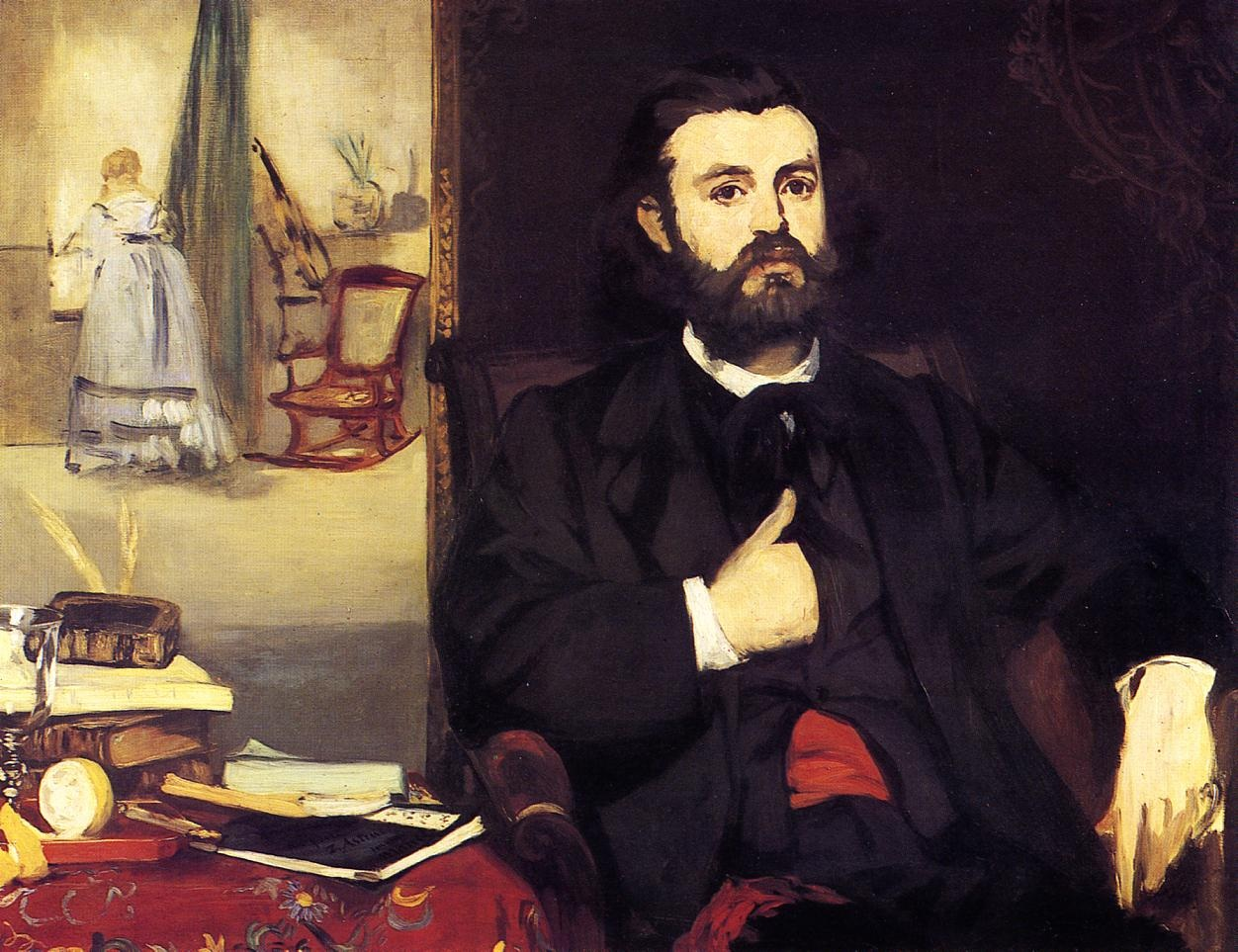
Édouard Manet, Ritratto di Zacharie Astruc (1866); olio su tela, 90×116 cm, Kunsthalle, Brema

Zacharie Astruc (Angers, 23 febbraio 1833 – Parigi, 24 maggio 1907) è stato uno scultore, pittore, critico d'arte e poeta francese.

## Biografia
Era una delle figure più importanti nella scena culturale francese della seconda mostra dell'Ottocento, e partecipò alla prima Esposizione Impressionista del 1874 e all'Exposition Universelle di Parigi del 1900. Fu attivo come critico d'arte ed ebbe il coraggio e la convinzione di andare controcorrente, difendendo artisti come Monet, Whistler, Carolus-Duran, Fantin-Latour, Alphonse Legros e, soprattutto, Gustave Courbet ed Édouard Manet. Anche lui si dedicò alle arti, raggiungendo risultati discreti nella scultura.
Astruc è pure una delle figure ritratte nel famoso dipinto di Fantin-Latour Un atelier aux Batignolles, dove siede a fianco a Manet, che presumibilmente gli sta eseguendo un ritratto. Sempre ad Astruc, inoltre, si deve la titolazione del celebre dipinto manetiano Olympia. Bisogna infine ricordare che Astruc era un fervente ispanofilo, e aveva un gusto contagioso per l'arte e la letteratura della Spagna: fu lui, infatti, a preparare nel 1865 il viaggio di Manet nella terra dell'amato Velázquez. Oltre a contribuire a un revival dei dipinti di El Greco, Astruc fu anche un appassionato cultore del Giappone e contribuì al diffondersi del giapponismo in Francia, da lui sostenuto in vari articoli apparsi sul quotidiano parigino L'Etendard nel 1867–68.
Nel 1863 in occasione del Salon, Astruc creò il quotidiano Le Salon de 1863, in cui esprimeva le proprie impressioni artistiche riguardo alla mostra.

## Opere

### Sculture
- Il mercante di maschere, bronzo del 1883 nei Giardini del Lussemburgo che mostra i volti di Hugo, Gambetta, Dumas, Delacroix e Carpeaux, Corot, Berlioz, Faure, Balzac, Barbey d'Aurevilly
- Maschera di Balzac, studio per il mercante di maschere, bronzo, Musée d'Orsay
- Busto di Édouard Manet, bronzo

### Pitture
- Interno parigino (1874) acquerello, Musée de l'ancien évêché, Évreux, Francia (esposto nel 1874 all'Esposizione Impressionista)

### Pubblicazioni
- Les 14 stations du Salon, 1859, suivies d'un récit douloureux, Paris, Poulet-Malassis et de Broise, 1859, con una prefazione di George Sand.